# René Karel Verheyen
Pour les articles homonymes, voir Verheyen et René Verheyen (homonymie).
René Karel Verheyen, né le 19 novembre 1907 à Borgerhout, mort le 22 octobre 1961 à Wilrijk, est un ornithologue et mammalogiste belge.

## Biographie
Verheyen s'oriente d'abord vers l'enseignement, obtenant en 1926 le diplôme d'instituteur à l'école normale de la ville d'Anvers, puis en 1930 celui de régent pour l'enseignement des sciences dans les écoles moyennes. Parallèlement, il poursuit ses études à l'Université de Gand et décroche sa licence de sciences zoologiques en 1937, ce qui lui permet de rejoindre le Muséum des sciences naturelles comme aide-naturaliste. Il obtient le doctorat en 1939 sur l'« étude des formes géographiques de la faune ornithologique belge ».
À partir de 1940, il fait paraître son œuvre maîtresse en huit volumes sur l'avifaune de Belgique, publiée d'abord en néerlandais, puis en français :
- Les Anatidés de Belgique
- Les Pics et coucous de Belgique
- Les Rapaces diurnes et nocturnes de Belgique
- Les Passereaux de Belgique (deux volumes)
- Les Échassiers de Belgique
- Les Colombidés et les Gallinacés, ainsi que les Martinets, l'Engoulevent, le Martin-Pêcheur, le Guêpier, le Rallier et la Huppe de Belgique
- Les Oiseaux d'Eau de Belgique (à l'exception des Anatidés et des Échassiers)

À partir de 1947, il part en exploration dans les parcs nationaux du Congo belge, d'abord au parc national de l'Upemba, puis au Parc national Albert, dans le Ruwenzori. En 1950, il est nommé à la tête de l'Œuvre belge de baguement des oiseaux et assume la rédaction en chef de la revue ornithologique belge Le Gerfaut - De Giervalk.
En 1953, il obtient l'agrégation de l'enseignement supérieur et devient en 1959 chargé de cours à l'Université de Gand, où il enseigne la zoologie systématique et l'étude approfondie des vertébrés.

## Sources
- René Van Tassel et Ludo Van Meel, « René Verheyen (1907-1961), notice biographique », Bulletin de l'Institut royal des sciences naturelles de Belgique, t. XXXVIII,‎ mai 1962, p. 1-14 (lire en ligne)
- René Van Tassel et Ludo Van Meel, « René Verheyen », Biographie nationale, vol. 30,‎ 1976, p. 810-813 (lire en ligne)